# Ambicodamus sororius
Ambicodamus sororius är en spindelart som beskrevs av Harvey 1995. Ambicodamus sororius ingår i släktet Ambicodamus och familjen Nicodamidae. Inga underarter finns listade i Catalogue of Life.